# 양추 (조위)
양추(楊秋, ? ~ ?)는 중국 후한 말 ~ 위(魏)의 무장이다.

## 생애
211년 마초(馬超)와 한수(韓遂)의 조조 공격에 호응하여 참전했다. 서량군이 조조군에게 패배한 후, 마초와 한수는 서량으로 후퇴했으나 양추는 안정(安定)으로 갔다. 그 해 10월에 조조(曹操)와 하후연(夏侯淵)등이 안정을 공격하자 조조에게 항복했다. 조조는 양추의 원래 작위를 회복시키고 다시 안정을 다스리도록 했다.
조비(曹丕)가 위나라를 세운 후 토구장군(討寇將軍)에 임명되고 임경후(臨涇侯)에 봉해졌으며, 천수를 누리고 죽었다.

## 《삼국지연의》 속 양추
삼국지연의에서는 한수의 부하로 나온다. 이감(李堪)이 봄까지 조조와 휴전할 것을 제안하자, 양추는 사자로 가 조조에게 화친을 제의했다. 이후 마초가 조조의 이간계에 넘어가 한수를 의심하자, 다른 장수들과 함께 조조에게 귀부하고 마초를 협공할 것을 제안한다. 양추는 조조군의 진영에 가 한수의 뜻을 전했고, 조조는 기뻐하면서 양추를 서량태수로 임명했다. 마초를 죽이려던 계획이 마초 본인에게 들통나자 다른 장수들과 함께 마초를 죽이려 했으나 마완(馬玩)과 양흥(梁興)이 마초에게 죽자 황급히 달아났다. 마침내 서량군이 패배한 후, 조조에 의해 열후(列侯)에 봉해졌다.

## 같이 보기
- 삼국지 인물 목록